# Indigofera rugosa
Indigofera rugosa är en ärtväxtart som beskrevs av George Bentham. Indigofera rugosa ingår i släktet indigosläktet, och familjen ärtväxter. Inga underarter finns listade i Catalogue of Life.